# Museum Retti-Palais
Das Museum Retti-Palais ist ein Privatmuseum im mittelfränkischen Ansbach. 
Dem aufwändig sanierten barocken Stadtpalast, der nach seinem Erbauer Leopoldo Retti benannt ist, wurde ein spektakulärer Neubau an die Seite gestellt. Das im Aufbau befindliche Museum wird zwei Sammlungen und Sonderausstellungen präsentieren. Der Schwerpunkt wird auf Skulptur des Barock liegen. Zeitgenössische Kunst und Themenausstellungen werden das museale Programm ergänzen. Zudem wird über die Geschichte des Retti-Palais, seinen Erbauer und die Bewohner informiert.
Die Sanierung des herrschaftlichen Stadtpalastes begann 2018. Die bauliche Fertigstellung wird 2023 erfolgen, die Eröffnung ist für das Folgejahr angestrebt. Verantwortlich für die denkmalgerechte Sanierung und den Neubau ist das Architekturbüro Feulner & Häffner, Ellingen.